# Norway (Schiff)
Die Norway war ein Transatlantikliner, der später zum Kreuzfahrtschiff umgebaut wurde. Sie wurde am 25. Juli 1956 von der französischen Reederei Compagnie Générale Transatlantique als France in Auftrag gegeben und entstand auf der Werft Chantiers de l’Atlantique in St. Nazaire. Am 11. Mai 1960 lief die France vom Stapel und wurde am 6. Januar 1962 von der Werft abgeliefert. Nach ihrer Jungfernkreuzfahrt kam die France ab dem 3. Februar 1962 als Zwei-Klassen-Schiff auf der Nordatlantikroute zwischen Le Havre und New York zum Einsatz. 
Aufgrund des zunehmend unwirtschaftlichen Transatlantikdienstes wurde das Schiff 1977 verkauft und ab 1979 für die Norwegian Caribbean Line zum Kreuzfahrtschiff umgebaut und umbenannt. Die später in Norwegian Cruise Line umbenannte Reederei setzte sie insbesondere für Reisen in der Karibik ein. Das Schiff galt dabei als erstes, das darauf ausgelegt war, selbst als „Reiseziel“ attraktiv zu sein. Nach einer Kesselexplosion 2003 und folgend fast zwei Jahren des Aufliegens in Bremerhaven, ohne dass es zu einer Modernisierung kam, wurde es zur Abwrackung im indischen Alang verkauft und dort 2006 auf den Strand gesetzt.

## Technische Daten

### AlsFrance
- Mit einer Länge von 315,53 Metern war die France das bis dahin längste Passagierschiff. Ihre Breite betrug 33,81 Meter, ihr Tiefgang 10,48 Meter. Vermessen war das Vierschraubenschiff mit 66.343 BRT bei einer Verdrängung von 57.607 Tonnen. Die France verfügte über zwölf Decks und war vom Kiel bis zur Mastspitze 67,97 Meter hoch. Ihr Antrieb bestand aus acht Kesseln, die vier Dampfturbinen von CEM-Parsons-Atlantique mit Getriebe antrieben, welche wiederum auf vier Propeller wirkten. Insgesamt verfügte die France über eine Antriebsleistung von 175.000 PS. Bei einem Treibstoffverbrauch von 800 Tonnen pro Seetag erreichte die France eine Dienstgeschwindigkeit von 31 Knoten. Mit einer Maximalgeschwindigkeit von 35,21 Knoten war sie nach der United States der zweitschnellste jemals gebaute Transatlantikliner.

### AlsNorway
- 1980: Zur Reduzierung des Treibstoffverbrauchs von 800 t/Tag auf 200 t/Tag wurden der vordere Kesselraum und die äußeren Antriebswellen stillgelegt. Dies reduzierte auch die Dienstgeschwindigkeit auf 18 Knoten bei einer Maximalgeschwindigkeit von nunmehr 26 Knoten. In dem Kesselraum wurden fünf neue Dieselgeneratoren eingebaut, vor allem, um den erhöhten Strombedarf der für den Karibikeinsatz neu eingebauten Klimaanlage abzudecken. Zur besseren Manövrierbarkeit wurden zwei Heck- und drei Bugstrahlruder nachgerüstet. Zur Vergrößerung der außenliegenden Freiflächen wurde am Heck ein flugzeugträgerartiges Pooldeck angebaut. Um auch kleinere, wegen des Tiefgangs eigentlich nicht erreichbare Häfen anlaufen zu können, wurden auf dem Vorschiff zwei Beiboote mit einer Kapazität von 450 Personen installiert. Mit der neuen Vermessung von etwa 70.200 BRT verdrängte die Norway die britische Queen Elizabeth 2 auf den zweiten Platz.
- 1990: Aufbau von zwei neuen vorgefertigten Decks bei der Lloyd Werft in Bremerhaven, daher Erhöhung der Vermessung auf 76.049 BRT.

## Geschichte

### 1962–1974 Betrieb alsFrance

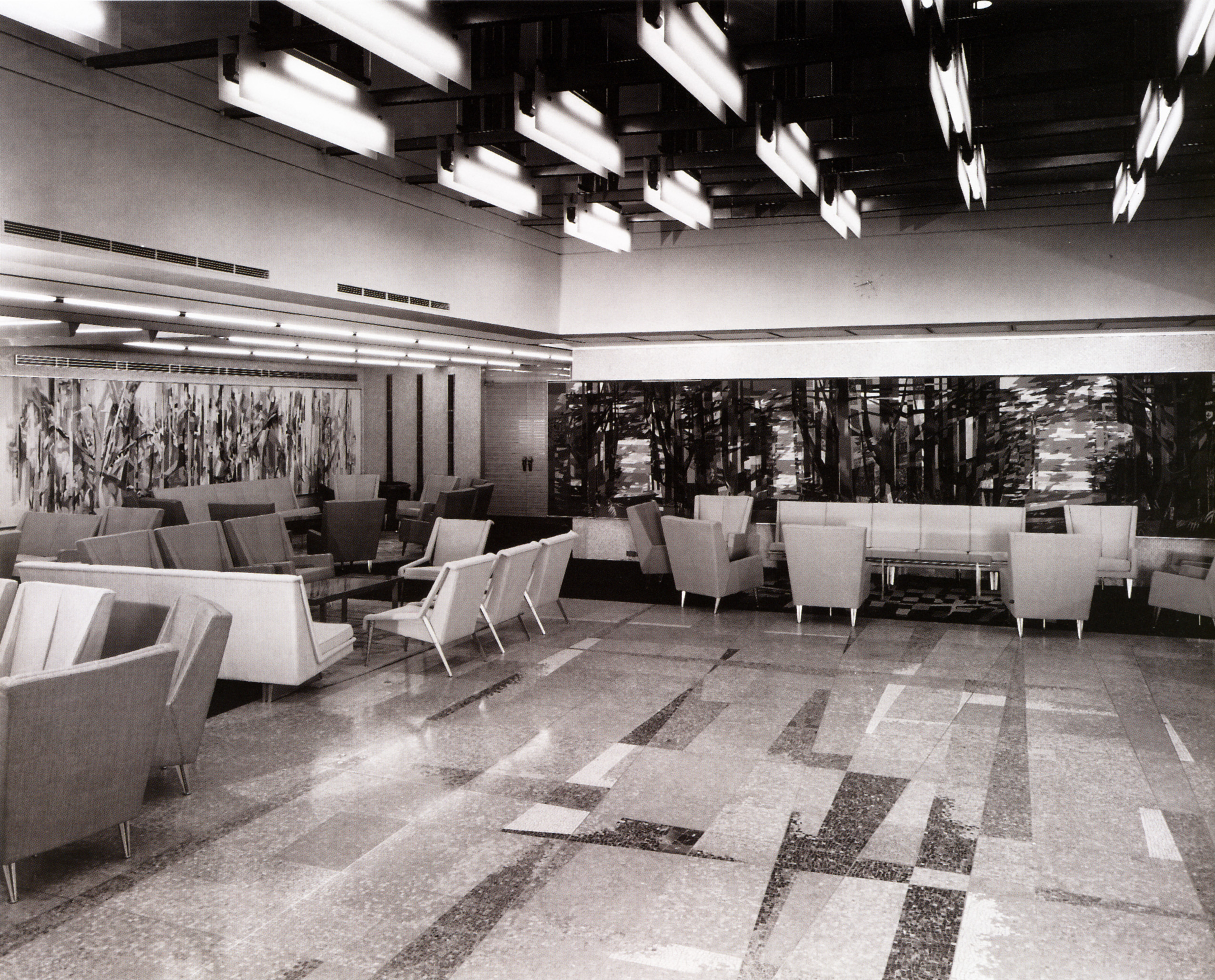
Grand salon de première classe, 1962

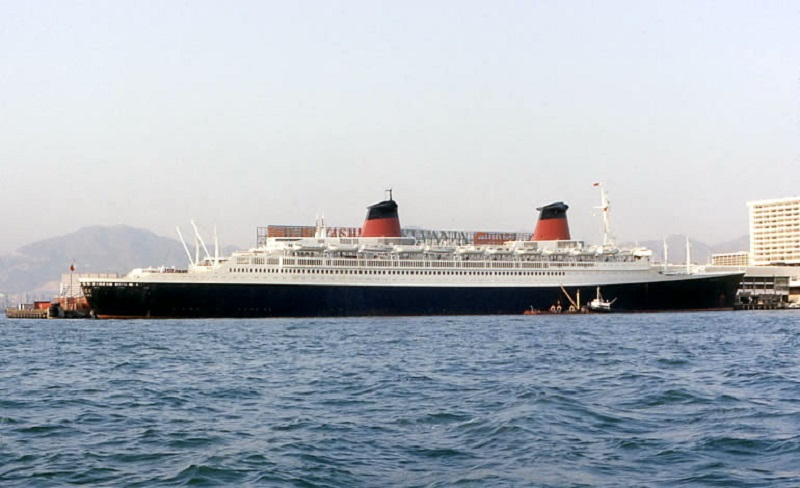
Auf der letzten Weltreise als France vor Kowloon/Hongkong im Februar 1974

Anfang 1962 trat das Schiff mit dem Staatspräsidenten Charles de Gaulle die Jungfernfahrt nach New York an. Der Fahrplan des Schiffes wurde bis 1969 – als die United States Lines den Passagierdienst einstellte – mit dem der United States abgestimmt, um im Interesse beider Reedereien einen reibungs- und konfliktlosen Dienst zu ermöglichen. Der Siegeszug der Luftfahrt zeichnete sich jedoch bereits in den 1960er Jahren deutlich ab. Vor allem in den Wintermonaten gingen daher zahlreiche Liner auf Kreuzfahrt, um in wärmeren Gefilden mehr Gäste anzuziehen als auf dem stürmischen Nordatlantik. 1972 brach die France zu ihrer ersten Weltreise auf, die sie auch um Kap Hoorn herumführte, da sie die für die Durchfahrt des Panamakanals erforderliche Panamax-Größe deutlich überschritt. Doch auch Kreuzfahrten vermochten die verbliebenen Ozeandampfer nicht zu retten, da 1974 bereits 70 % des Transatlantikverkehrs auf das Flugzeug entfielen und die dramatische Ölkrise den kostendeckenden Betrieb der durstigen Schiffe völlig unmöglich machte. Die französische Regierung kam daher 1974 zu dem Schluss, der Compagnie Générale Transatlantique die Subventionen zu streichen, auch, um das neue französische Prestige-Projekt, den Bau und Betrieb des Überschall-Passagierflugzeuges Concorde zu finanzieren. Dies bedeutete das sichere Ende für die France. Im September 1974 übernahmen Gewerkschafter in einer Verzweiflungstat das Schiff und ließen es in der Fahrrinne unmittelbar vor dem Hafen von Le Havre vor Anker gehen. Doch der Protest erreichte nichts – am 9. Oktober 1974 wurde die France außer Dienst gestellt und in einem abgelegenen Hafenbecken am sogenannten Pier der Vergessenen aufgelegt. Die fünfmonatige, ab September 1974 vorgesehene Abschiedskreuzfahrt wurde gestrichen. Das Schiff drohte völlig zu verfallen.

### 1977/1979 – Der Verkauf derFrance
1977 erwarb der arabische Unternehmer Akram Ojjeh das Schiff für 22 Millionen US-Dollar. Ziel war es, die France in Daytona Beach, Florida, als Touristenattraktion ähnlich der Queen Mary in Long Beach, Kalifornien, einzusetzen. Das Schiff verblieb jedoch in Le Havre, und die Pläne zerschlugen sich schnell.
1979 trat ein neuer Interessent auf den Plan. Der norwegische Reeder Knut Kloster hatte 1966 mit der Norwegian Caribbean Line (NCL) eine der ersten modernen Kreuzfahrtreedereien der Welt gegründet. Ende der 1970er Jahre war Klosters Flotte nahezu durchgehend ausgebucht, und der Reeder suchte nach einer Möglichkeit, seine Flotte in möglichst kurzer Zeit zu erweitern. Ein zeitaufwendiger Neubau schied dabei ebenso aus wie die vermutlich überteuerte Übernahme eines Konkurrenzschiffs. Doch Kloster dachte sowieso in ganz anderen Dimensionen: Statt der bestehenden Kreuzfahrtschiffe mit etwa 20.000 Bruttoregistertonnen hoffte Kloster, einen ehemaligen Trans-Atlantik-Liner umbauen und als Kreuzfahrtschiff nicht nur kostendeckend, sondern mit großem Gewinn einsetzen zu können. Hierzu bedurfte es einer deutlichen Reduzierung des Treibstoffverbrauchs, was jedoch bei den ohnehin eher gemächlichen Kreuzfahrten kein unüberwindliches Problem darstellte. Weiterhin entwickelte Kloster eine revolutionäre Kreuzfahrtphilosophie: „Das Schiff ist das Reiseziel“. Innovative Konzepte und Einrichtungen sollten die Passagiere dazu bringen, an Bord zusätzliches Geld auszugeben und in erster Linie das Schiff und erst in zweiter Linie die Fahrtroute zu buchen.
Was Kloster zur Verwirklichung seiner Vision jedoch noch fehlte, war ein geeignetes Schiff. Sein Favorit war die United States, die seit 1969 beschäftigungslos auflag. Doch das Schiff war seinerzeit unter großer Geheimhaltung mit Mitteln des US-Verteidigungsministeriums gebaut worden, um es im Kriegsfall in 24 Stunden zum schnellsten Truppentransporter der Welt umbauen zu können. Daher galten einige technische Einrichtungen der United States ebenso wie ihre spezielle Rumpfform als Militärgeheimnisse. Die US-Regierung stimmte einem Verkauf nach Norwegen aus diesem Grund nicht zu.
So schaute sich Kloster auch die France an und entschloss sich schließlich, dieses Schiff zu erwerben. Der Kaufpreis entsprach einem geschätzten Schrottwert von 18 Millionen US-Dollar.

### Der Umbau zurNorway
Noch in Le Havre wurde die France in Norway umbenannt und verließ Frankreich im August 1979. Ziel war die damalige Hapag-Lloyd Werft (heute Lloyd Werft) in Bremerhaven. Auf der renommierten Werft sollte in neun Monaten aus einem überalterten Ozeanliner ein moderner Kreuzfahrt-Superliner entstehen – der erste seiner Art.

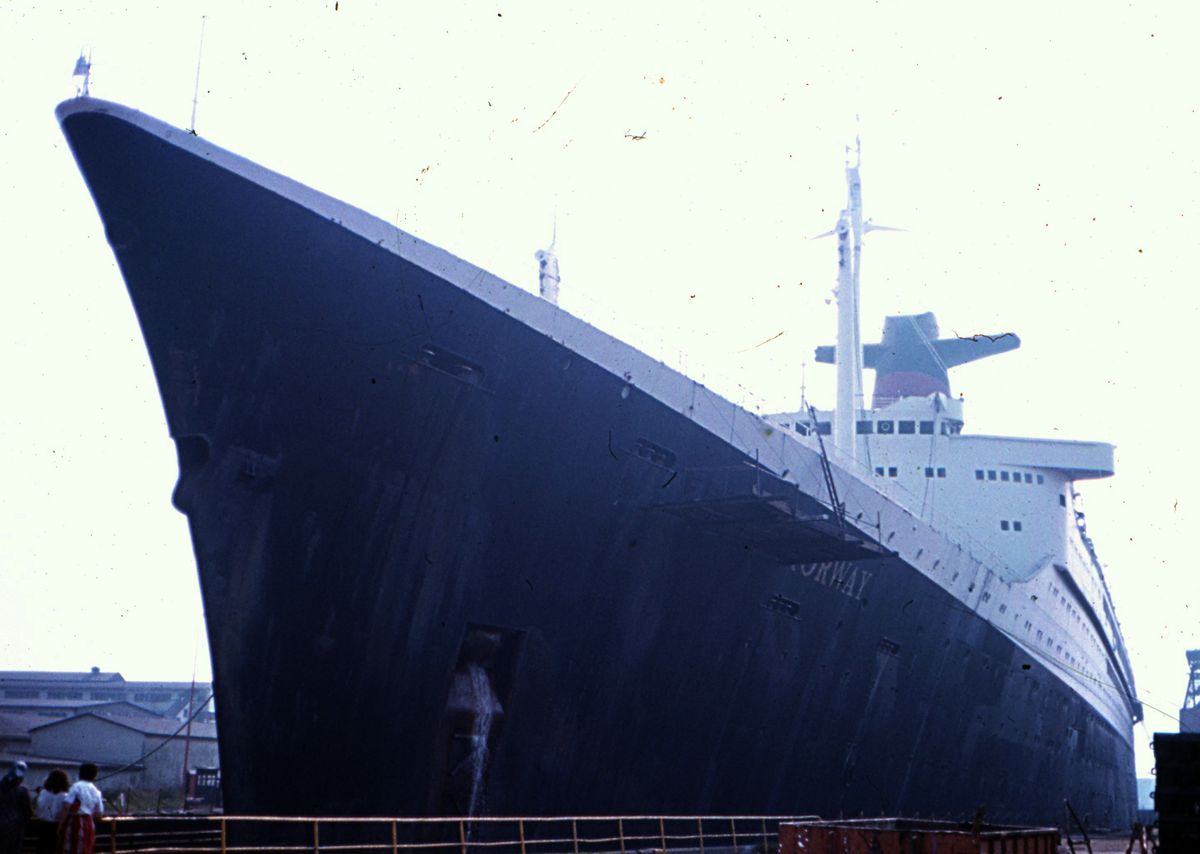
Die France 1979 während des Umbaus in Bremerhaven

Klosters Konkurrenten belächelten das ehrgeizige Vorhaben, schien doch die Norway wegen ihrer gewaltigen Dimensionen und vor allem wegen ihres großen Tiefgangs nicht in der Lage, die meisten Häfen in der Karibik – ihrem vorgesehenen Fahrtgebiet – anzulaufen. Doch Kloster ließ sich nicht beirren. Um die Norway gewinnbringend einsetzen zu können, wurde die mächtige Antriebsanlage bedeutend verkleinert: Die Hälfte ihrer Kessel und Turbinen wurde stillgelegt und die beiden äußeren Propeller samt Wellen entfernt. Die Dienstgeschwindigkeit des Schiffes sollte lediglich 18 Knoten betragen, mit der Option, bei Bedarf bis zu 26 Knoten erreichen zu können. Die Hauptturbinen konnten nun auch von der Brücke aus ferngesteuert werden. Der Treibstoffverbrauch wurde so von durchschnittlich 800 auf 200 Tonnen pro Tag reduziert. Im vorderen Kesselraum wurde eine Müllverbrennungsanlage für 50 Tonnen täglich installiert.
Zur besseren Manövrierbarkeit der Norway wurden drei Bug- und zwei Heckstrahlruder mit zusammen 10.600 PS Schub eingebaut. Für den erhöhten Strombedarf wurden sechs neue Dieselgeneratoren (4× 6000 V/2600 kW und 2× 6000 V/3000 kW) eingebaut. Diese unterstützen die bisherigen Turbinengeneratoren bei der Stromgewinnung, da unter anderem acht neue Klimasysteme installiert worden waren, die selbst in der Hitze der Karibik für angenehme Temperaturen im Schiffsinnern sorgten. Mit dem Abdampf der Generatoren konnten täglich 1400 Tonnen Meerwasser entsalzt werden.
Alle Kabinen wurden renoviert und mit Farbfernsehgeräten ausgestattet. Aus Großbritannien wurden 40.000 m² speziell gewebte Teppichböden für das ganze Schiff geliefert.
Das Achterdeck erfuhr die äußerlich auffallendste Veränderung. Auf Höhe des Glasdachs, das den Touristenklassen-Pool der France überspannte, wurde ein völlig neues Pooldeck installiert, das seitlich über den sich zum Heck hin verjüngenden Schiffsrumpf hervorragte. Über die Attraktivität dieses Flugzeugträgerhecks ließ sich zwar streiten, doch schaffte es um den neu installierten Außenpool herum ausreichend Platz zum Sonnenbaden. Die freie Deckfläche auf den fünf oberen Decks betrug 6000 m², davon erhielten 2700 m² einen neuen Belag aus Douglasienholz.
Der vormals den Passagieren der ersten Klasse vorbehaltene Balkon des Theaters wurde vergrößert und die auf dem neuen Pool-Deck gelegene Promenade der Touristenklasse entfernt. An ihrer Stelle wurden 24 Luxus-Kabinen und acht Penthouse-Suiten eingebaut. Weitere 34 De-Luxe-Kabinen kamen auf dem Pool-Deck dazu. Alle Gesellschaftsräume wurden für ein Ein-Klasse-Schiff auf die Erfordernisse der Karibikkreuzfahrten nach amerikanischem Geschmack umgebaut. Der Pool der Touristenklasse wurde mit einer Spiegeltanzfläche versehen und wurde zum Zentrum der Schiffsdiskothek Dazzles mit einer 238.000-Watt-Musikanlage.
Unter den weiteren Änderungen fällt vor allem ein besonderes Kuriosum auf: Auf dem späteren Fjord-Deck befand sich auf der SS France ein kleiner, windgeschützter Innenhof, in den beim Umbau zur Norway der zweite Außenpool des Schiffes herabgesenkt wurde. Im neuen Spielsalon Monte Carlo wurden 213 einarmige Banditen montiert. Das Theater wurde mit zwei Seitenbühnen neu gestaltet und bot 600 Plätze. 15 Bars wurden eingebaut und die beiden 150 m langen Hauptgeschäftsstraßen (5th Avenue an Backbord und Champs-Elysées an Steuerbord) sorgten für zahlreiche Einkaufsmöglichkeiten. Die Haupthalle Main Lounge bot 800 Plätze, im Cabaret war die Tanzfläche aus schwarz-weißem Carrara-Marmor. Die beiden neuen Speisesäle boten Platz für 750 bzw. 500 Passagiere.
Der Anstrich des Rumpfes wurde in marineblau geändert; die weißen Schornsteine wurden an Vorder- und Oberkante dunkelblau getönt.
Als weiteres Superlativ fungierte die größte schwimmende Kunstgalerie: rund 100 Gemälde, 50 gewebte Kunstwerke, 1400 graphische Drucke und 200 Plakate bzw. Poster wurden im Wert von vier Mio. Kronen von skandinavischen Künstlern angekauft und im Schiff aufgehängt.

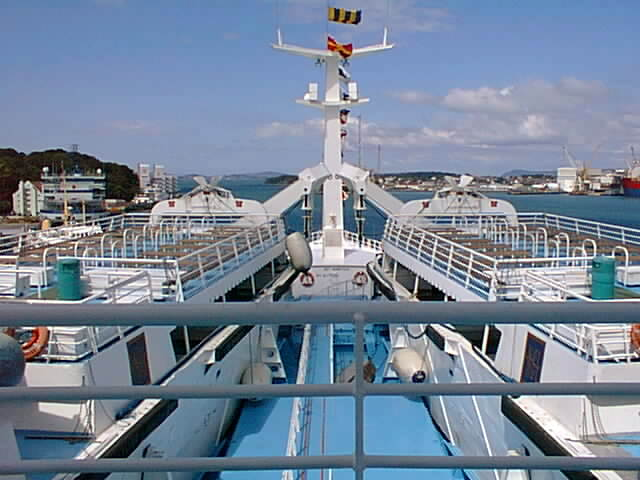
Tenders Little Norway I und Little Norway II, 1999

Das Größenproblem löste man geschickt, indem man über den ehemaligen Frachtluken im Vorschiff Platz für zwei 26,4 Meter lange, acht Meter breite und bis zu 450 Passagiere fassende Tender schuf. Aus Stabilitätsgründen waren sie aus Aluminium gebaut, hatten nur 1,3 m Tiefgang und konnten mit einer Bugklappe wie ein Landungsboot an den Strand gesetzt werden. Die Norway konnte somit auf Reede bleiben und die Gäste dennoch recht schnell an Land gebracht werden. Für die beiden Tenderboote wurden vor der Schiffsbrücke vier Davits angebracht, die für 30 Tonnen ausgelegt waren. Man kalkulierte alle 2000 Passagiere binnen eineinhalb Stunden auf die von der NCL erworbene Insel Little San Salvador auf den Bahamas abzusetzen. Daneben sollte nur noch Charlotte Amalie auf Saint Thomas (Amerikanische Jungferninseln) angelaufen werden.
Für die auf etwa 800 Mann reduzierte Besatzung wurden die ehemaligen Sechs-Bett-Kabinen für maximal vier Personen umgebaut. Durch die Teilautomatisierung wurden im Maschinenbereich nur mehr drei Mann pro Wache bzw. zwölf am Tag statt vorher 24 benötigt. Außer etwa 100 norwegischen Führungskräften arbeiteten rund 100 Barkellner, 35 Musikanten und 18 Animateure an Bord. Die Mannschaft kam aus über 20 Ländern, hauptsächlich aus Jamaika, Haiti und Südkorea.

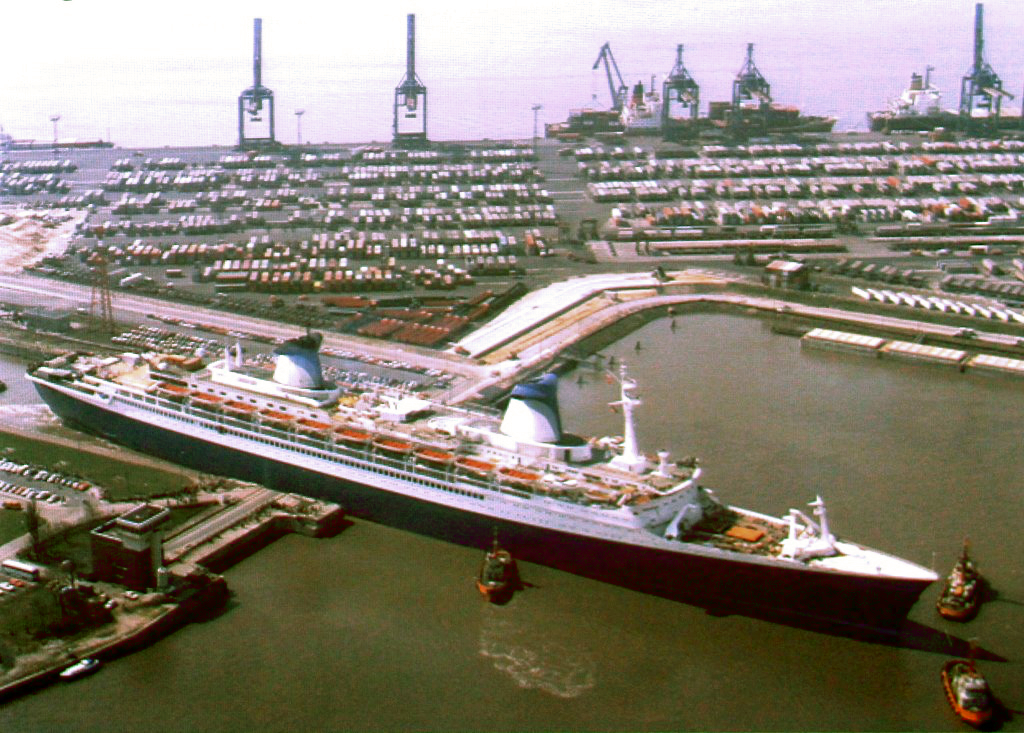
Die Norway verlässt nach dem Umbau zum Kreuzfahrtschiff die Lloyd-Werft

#### Umbaukosten
Der Gesamtaufwand einschließlich Schiffskauf und Eigenleistungen betrug geschätzte 160 Mio. D-Mark. Für diese Summe hätte man damals den Neubau eines 700 Passagiere fassenden Schiffes in Auftrag geben können, das aber erst ein Jahr später zur Verfügung gestanden hätte. Bei einer 80-%-Auslastung rechnete die Reederei, dass die Kosten in sieben bis acht Jahren amortisiert sind. Die bisherige Flotte von Kloster war zu 97,3 % ausgelastet.
Das Schiff lag von 28. August 1979 bis 24. April 1980 in der Werft und konnte damit sogar um sechs Wochen früher als geplant abgeliefert werden. Laut britischen Schifffahrtsexperten war es der bisher größte Schiffsumbau-Auftrag aller Zeiten.
Für die Werft in Bremerhaven wurde damit ein Auftrag im Wert von rund 100 Mio. D-Mark abgeschlossen, was damals einem Jahresumsatz entsprach. Davon wurden circa 53 Mio. an Subunternehmer vergeben, u. a. an die deutschen Firmen AG Weser, Siemens, BBC, Rickmers, Seebeck und Thyssen.
Problematisch war die kurzfristige Beschaffung der rund 130 Tonnen Aluminium und 600 Tonnen Stahl für den Decksausbau. Die beiden Gegendruckturbinen und die Seewasserverdampfer-Anlage konnte glücklicherweise die Bremer AG Weser infolge einer Stornierung bereitstellen – deren Lieferfrist hätte ein Jahr betragen.
Die Verantwortung für das Gesamtkonzept, Entwurf und Einrichtung hatte der Schiffs-Designer Tage Wandborg vom Ingenieurbüro Knud E. Hansen in Kopenhagen. Für Teile der Gesellschaftsräume kam Anfang 1980 eine US-amerikanische Firma dazu.

#### Umbauplanung für 1981
Bereits bei Fertigstellung des Umbaues wurde ein weiterer Ausbau der Passagierkabinen-Kapazität für 1981 geplant, auf die sich die Werft für die Zulieferung vorgefertigter Einheiten einstellte.

### Mai 1980 – Wieder in Fahrt alsNorway

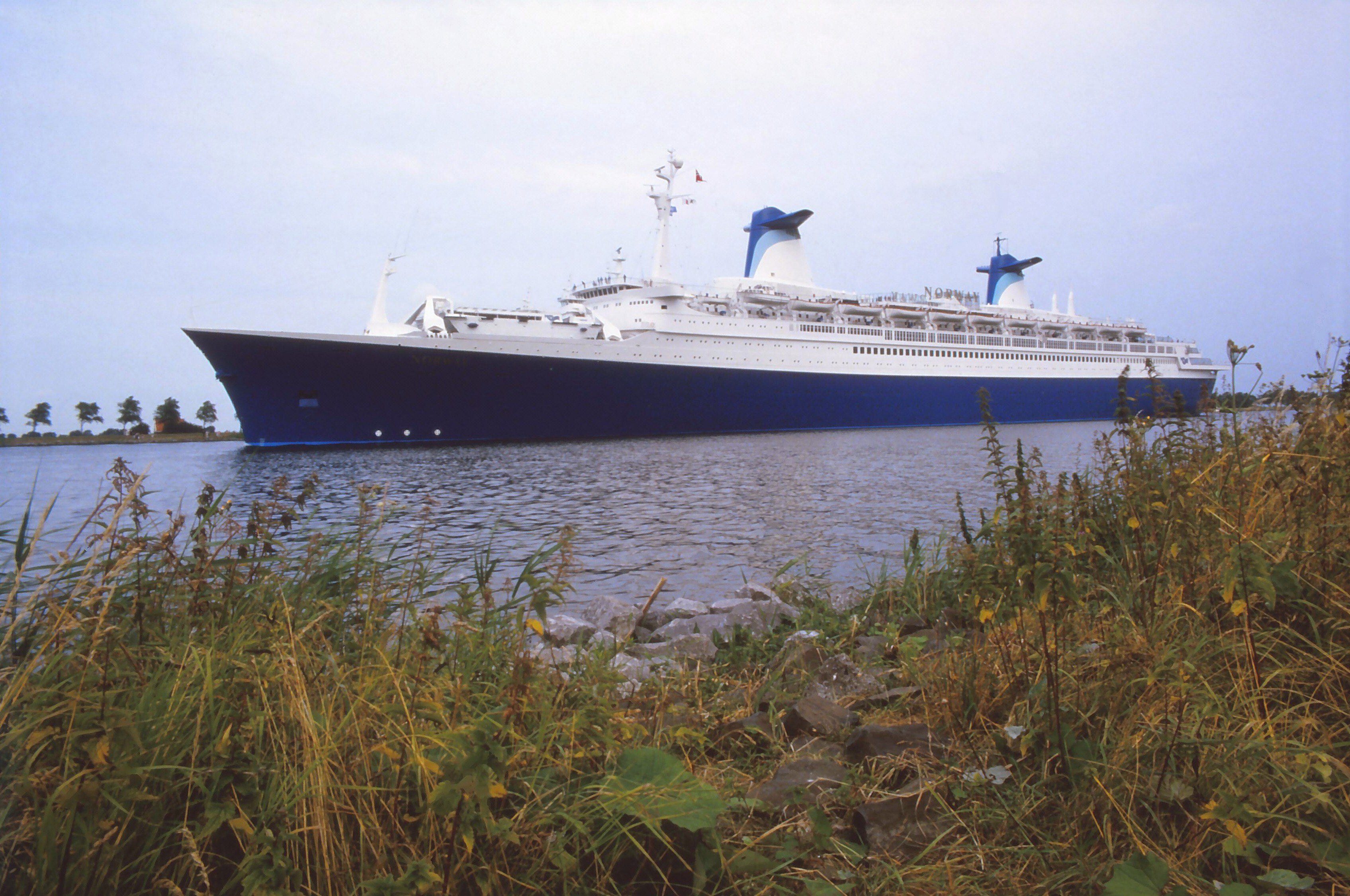
Als Norway nach dem ersten Umbau

Im Mai 1980 verließ die Norway die Werft und stellte sich zunächst in dem Land vor, dessen Namen sie trug. Zehntausende bejubelten die Ankunft des Kreuzfahrtriesen im Heimathafen Oslo, ebenso wie knapp zwei Wochen später in New York und Miami, ihrem Ausgangshafen für regelmäßige Kreuzfahrten in die östliche Karibik.
Allen Unkenrufen zum Trotz entwickelte sich die Norway binnen kürzester Zeit und trotz eines unerfreulichen, mehr als eintägigen Stromausfalls auf See im August 1980, zu einem grandiosen Erfolg für die Norwegian Caribbean Line.

### 1990 – Zweiter Umbau und Erweiterung

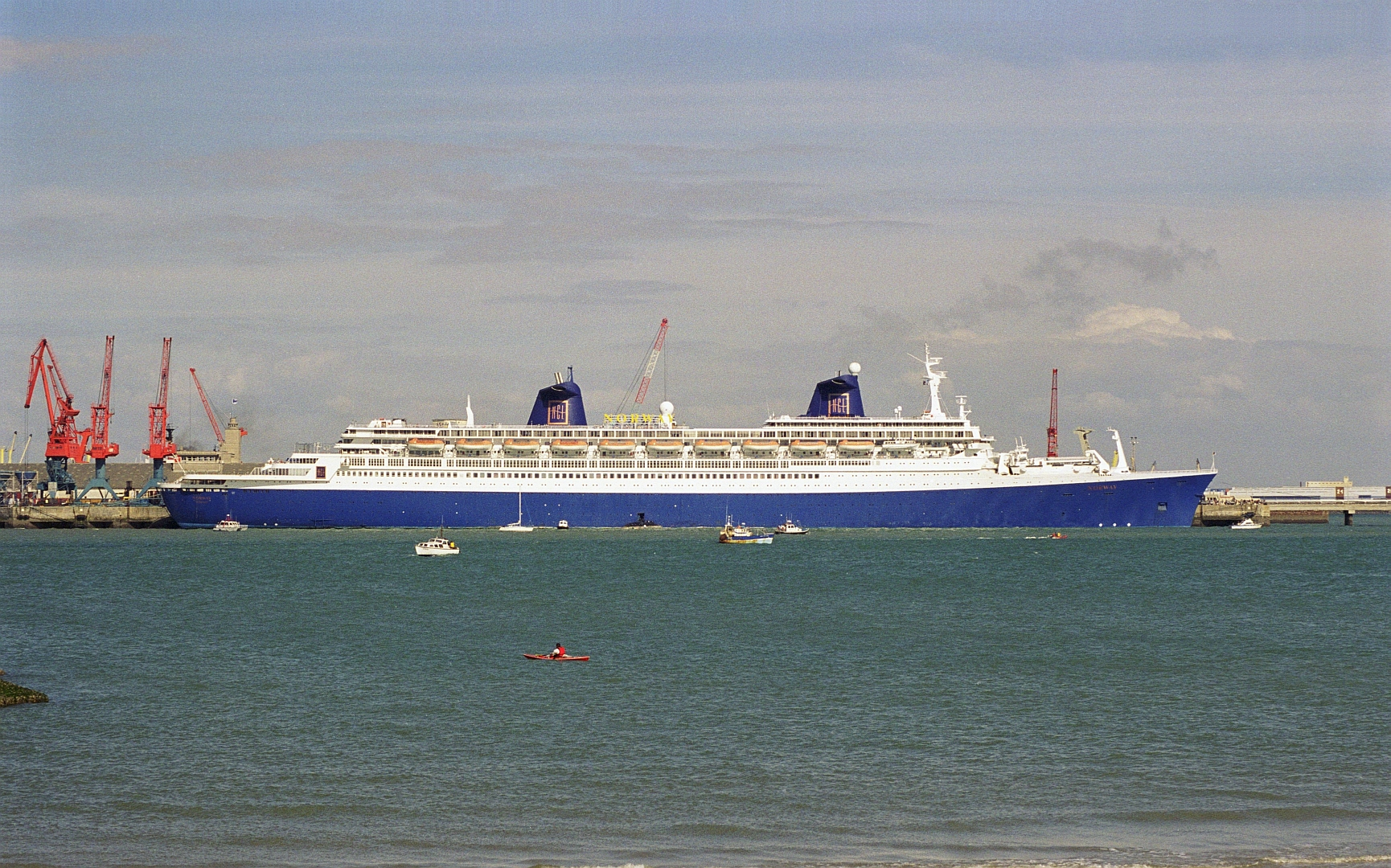
Die Norway 1998 in La Rochelle, nach dem zweiten Umbau

Von einigen Abstechern in andere Fahrtgebiete abgesehen, blieb das Schiff der Karibik bis 1990 treu, als es den Atlantik mit Kurs auf Bremerhaven überquerte, um sich dort einem weiteren Umbau zu unterziehen. Die inzwischen in Norwegian Cruise Line umbenannte Reederei hatte eine inzwischen zutage getretene deutliche Schwäche der Norway erkannt: Im Gegensatz zu den ersten modernen Kreuzfahrtschiffen, die Ende der 1980er Jahre aufkamen, verfügte sie über keinerlei Kabinen mit privatem Balkon sowie über nur wenige Suiten mit großzügigen Panoramafenstern.
Abhilfe sollte das Aufsetzen von zwei völlig neuen Decks schaffen. Auf der Lloyd-Werft wurden 135 neue Luxussuiten an Bord gehievt, die das Aussehen des Schiffes stark veränderten. Zahlreiche Beobachter reagierten entsetzt und verglichen die Norway mit einer wunderschönen Frau, die einen überaus hässlichen Hut trägt. Die Sky- und Sun-Deck-Suiten der Norway zählen noch heute zu den spektakulärsten je angebotenen Unterkünften auf See. Zum Teil verfügten sogar die Badezimmer über raumhohe Fensterfronten. Bis 1990 verlief die Außenpromenade der Norway auf dem Oslo-Deck nur zu beiden Seiten des Schiffes, nun wurde unterhalb der Brücke ein Teilstück angebaut, so dass ein umlaufender Joggingpfad entstand. Ebenso wurde das bislang auf dem Dolphin-Deck in unmittelbarer Umgebung des ehemaligen Innenschwimmbads erster Klasse angesiedelte Fitnesscenter achtern auf dem aus diesem Anlass in Olympic Deck umbenannten bisherigen Oslo-Deck neu errichtet. Die sportlichen Passagiere konnten seitdem beim Workout den Blick auf das Meer genießen. Der Innenpoolbereich auf dem Dolphin-Deck wurde zudem umfassend umgebaut – es entstand das Roman Spa, ein hervorragender Thermalbereich. Die auf dem Pool-Deck gelegene Lido Lounge wurde zu Le Bistro, einem Alternativrestaurant, in dem die Passagiere nach vorheriger Anmeldung und für einen Zusatzbetrag Abendessen besonderer Güte in intimer Atmosphäre genießen konnten. Durch die Umbauten erhöhte sich die Vermessung der Norway auf 76.049 BRT.

### Mai 1999 – Der Brand im Maschinenraum
In den Folgejahren nach dem zweiten Umbau 1990 erfüllte die Norway ihren Dienst zuverlässig und trotz der größer werdenden Konkurrenz durch moderne Super- und Megaliner noch immer gewinnbringend. Einige Male überquerte sie den Atlantik, um in europäischen Gewässern auf Kreuzfahrt zu gehen und um in britischen und deutschen Werften immer wieder modernisiert zu werden. So wurde 1998 – den aktuellen SOLAS-Regularien entsprechend – ein schiffsweites Sprinklersystem eingebaut.
Während ihrer letzten Europa-Saison unter NCL-Regie im Mai 1999 ereignete sich unmittelbar vor Barcelona ein Brand im Maschinenraum, bei dem das erst wenige Wochen zuvor aufwendig renovierte Schiff so schwer beschädigt wurde, dass es für drei Wochen ausfiel. Die darauffolgende Norwegenkreuzfahrt wurde zu einem Triumphzug für die Blue Lady, wie die Norway auch genannt wurde. Das Schiff wurde überall mit Begeisterung empfangen.

### Oktober 2000 – nach der Übernahme durch Star Cruises
Im Jahr 2000 wurde Norwegian Cruise Line nach einer erbitterten Übernahmeschlacht von der in Malaysia ansässigen Reederei Star Cruises erworben. Mit einem Freestyle Cruising genannten Bordkonzept plante das neue Reederei-Management, NCL sich deutlicher von den Mitbewerbern abzusetzen. Die Norway passte jedoch nicht in die neue Philosophie, und so wurde am 9. Oktober 2000 bekanntgegeben, dass das Schiff die NCL-Flotte verlassen und zur Muttergesellschaft Star Cruises nach Asien wechseln solle. Ihre letzte Karibiksaison sollte die Norway mit einer 16-tägigen Atlantiküberfahrt von Miami nach Southampton krönen. Doch schon im Mai 2001 schien die Stunde des Schicksals für den vier Jahrzehnte alten Liner geschlagen zu haben: Die US-Küstenwache entzog der Norway wegen massiver Schäden am Sprinklersystem – während einer Routineüberprüfung waren mehr als 100 notdürftig geflickte Lecks entdeckt worden – die Transportgenehmigung. Die für diesen Tag geplante Kreuzfahrt musste abgesagt werden. Was die sichtlich erregte Presse übersah, war die Tatsache, dass die Sprinkleranlage nicht wie behauptet 40 Jahre alt, sondern erst 1998 installiert worden war. Es gelang, die Schäden rechtzeitig vor Beginn der nächsten Reise zu beheben und eine Neuausstellung der Transportgenehmigung zu erreichen.

### September 2001 – geplante Verlegung nach Asien abgesagt
Am 2. September 2001 verließ die Norway ihren langjährigen Basishafen Miami. Drei Tage später besuchte sie den Bundesstaat New York. Die Terroranschläge, die die Stadt am Hudson am 11. September 2001 heimsuchten, erlebte die Norway auf See – eine als Galaabschied angepriesene Kreuzfahrt wandelte sich in eine stille Überfahrt mit täglichen Trauergottesdiensten – unter den Passagieren befanden sich zahlreiche New Yorker. Am 17. September traf die Norway in ihrem früheren Heimathafen Le Havre ein, doch der sonst so überschwängliche Empfang fiel äußerst gedämpft aus. Die Passagiere gingen schließlich am kommenden Tag in Southampton von Bord.
Es schlossen sich einige Kreuzfahrten in Charter eines französischen Reiseunternehmens an, welches das Schiff während früherer Europabesuche bereits mehrfach gechartert hatte. Doch noch bevor sich die Norway Ende Oktober auf den Weg zur Bremerhavener Lloyd-Werft machte, um dort auf ihren Einsatz in Asien vorbereitet zu werden, machte die Reederei einen unerwarteten Rückzieher. Die SuperStar Aries sollte im Frühling 2002 die Star-Cruises-Flotte verlassen, um zur Tochtergesellschaft Orient Lines zu wechseln. Gewissermaßen als Ersatz sollte die Norway von NCL zu Star Cruises wechseln. In der Folge der Terroranschläge vom 11. September 2001 wurde jedoch entschieden, die SuperStar Aries nicht zu Orient Lines zu schicken und die Norway weiterhin ein Jahr in der Karibik zu belassen. Ende November brach die renovierte Norway von Bremerhaven aus nach Miami auf, von wo aus sie am 14. Dezember zu ihrer ersten Kreuzfahrt auslief.

### Mai 2003 – Die Kesselexplosion

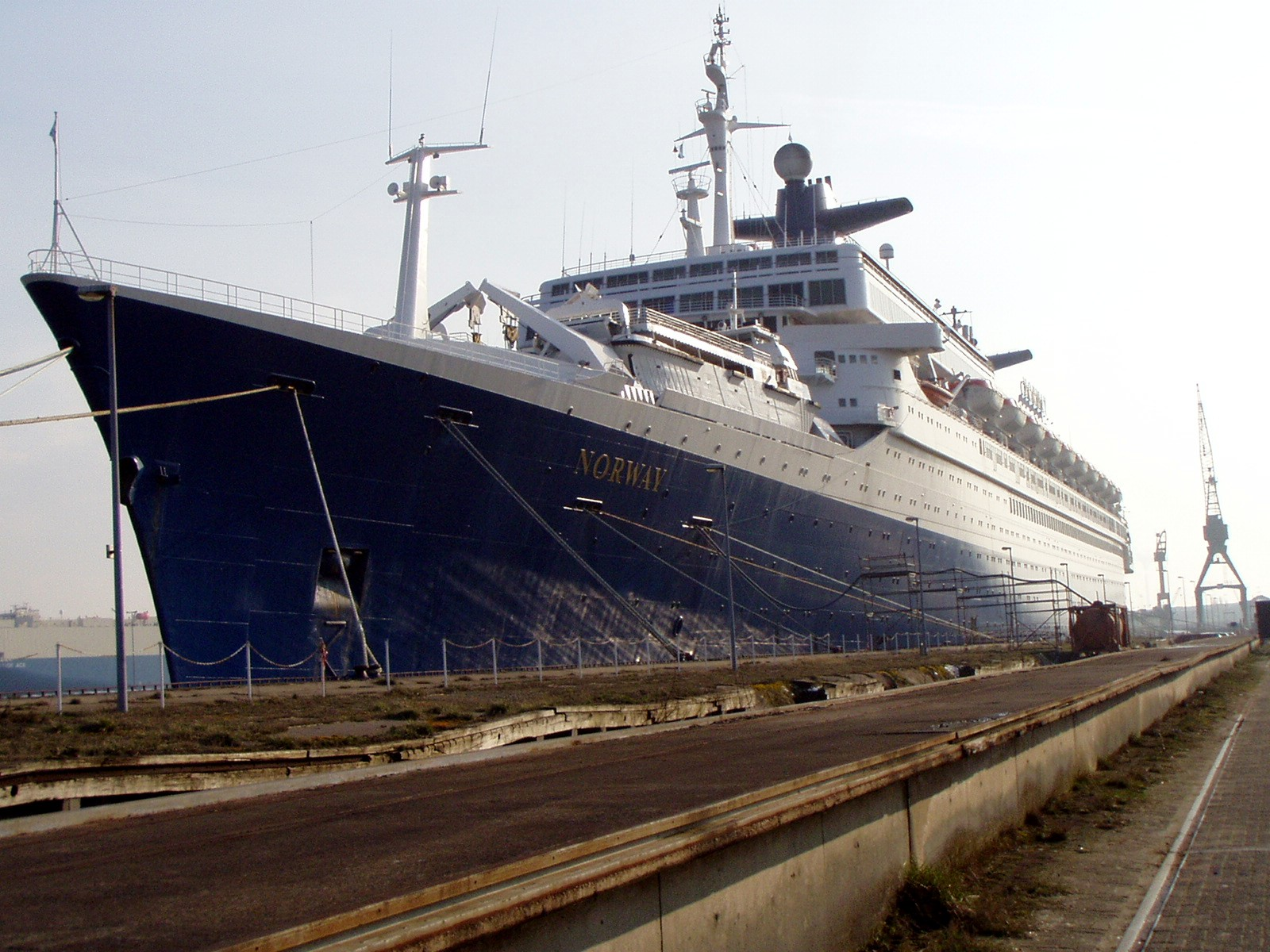
Die nach der Explosion in Bremerhaven aufgelegte Norway

Am Morgen des 25. Mai 2003 ereignete sich an Bord der Norway, die zu diesem Zeitpunkt nach Beendigung einer siebentägigen Kreuzfahrt im Hafen von Miami lag, eine schwere Kesselexplosion, bei der acht Besatzungsmitglieder ums Leben kamen und viele weitere verletzt wurden. Die Ursache der Explosion wurde nie aufgeklärt. Die Norway wurde nach Bremerhaven geschleppt, wo sie repariert und im Oktober 2003 wieder in Fahrt gebracht werden sollte. Der Termin wurde später auf Frühling 2004, dann auf unbestimmte Zeit verschoben.

### Außerdienststellung und Verschrottung

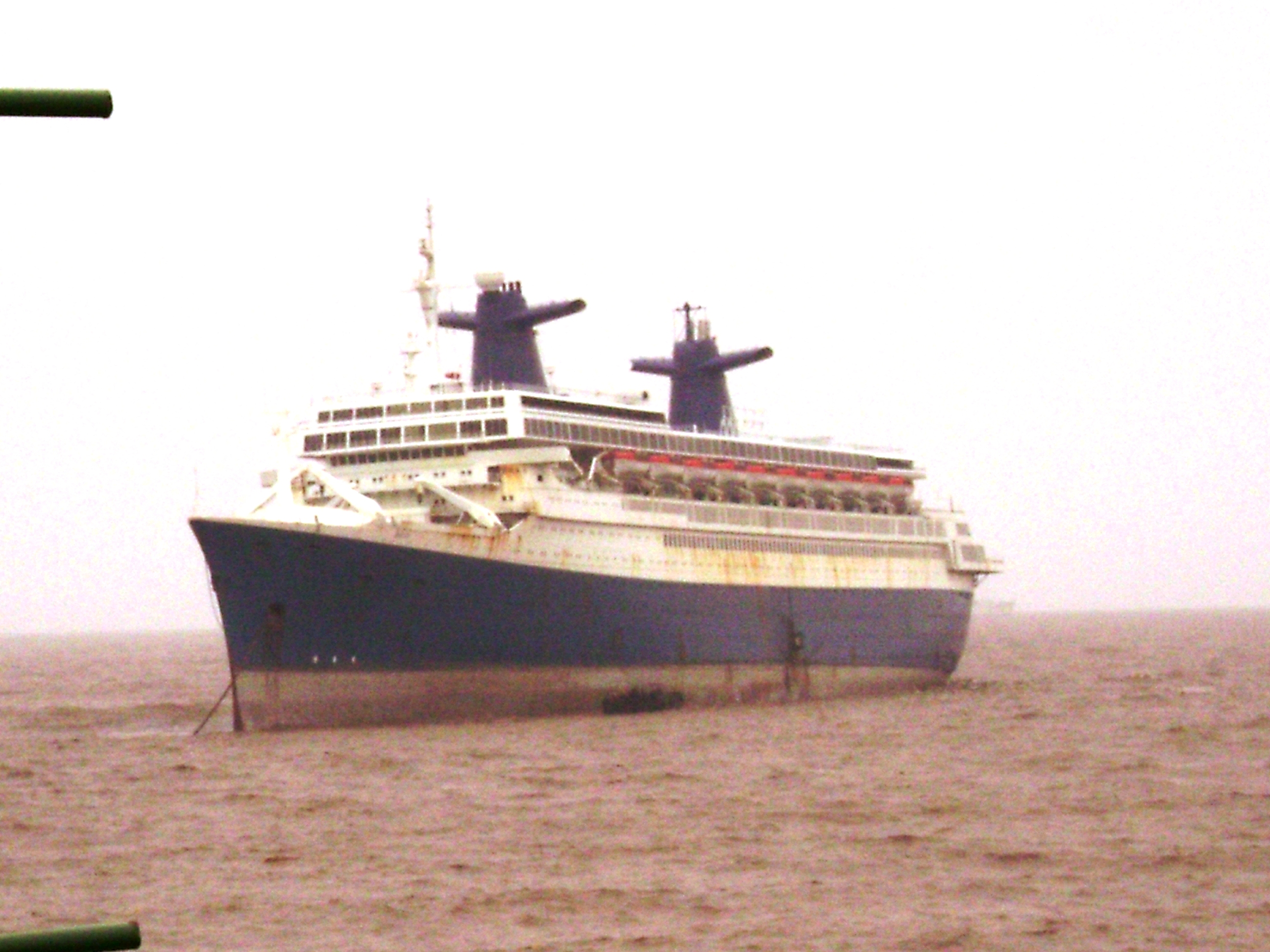
Die Blue Lady in Alang auf dem Strand, August, 2007

Schließlich gab die Norwegian Cruise Line bekannt, dass das Schiff verkauft werden solle und man kein Interesse mehr an einem weiteren Betrieb habe. Nachdem zahlreiche Verkaufsbemühungen gescheitert waren, drohte NCL Anfang 2005, man werde das Schiff womöglich zum Abbruch verkaufen. Eine statische Nutzung als schwimmendes Hotel, Museum, Kongress- und Vergnügungszentrum erschien als einzige Alternative.
Am 23. Mai 2005 verließ die Norway Bremerhaven im Schlepp eines chinesischen Hochseeschleppers. Am 10. August 2005 erreichte der Schleppzug den Hafen von Port Klang in Malaysia. Dort verblieb die Norway zunächst auf Reede.
Am 20. Februar 2006 wurde bekannt, dass das einst größte Kreuzfahrtschiff der Welt, trotz 1.000 Tonnen verbauten Asbests, in Bangladesch verschrottet werden sollte. Wegen des in dem Schiff verbauten Asbests lehnte Bangladesch die Verschrottung der Norway jedoch ab. Das Schiff gehörte zwischenzeitlich einem Geschäftsmann aus Bangladesch.
Am 24. April 2006 wurde durch indische Medienberichte der Verkauf durch Star Cruises an ein indisches Abwrackunternehmen bekannt. Zur Überführung nach Alang, dem Zentrum der indischen Schiffsverwertungsindustrie, wurde das Schiff in Blue Lady umbenannt.
Auch Indien lehnte die Verschrottung des Schiffes zuerst aus Umweltschutzgründen ab. Nach einem Zwischenstopp im Emirat Fudschaira ankerte es jedoch seit dem 28. Juni 2006 vor der Küste des indischen Bundesstaates Gujarat. Dort wurde durch eine vom indischen Verfassungsgericht eingesetzte technische Expertenkommission Anfang Juli 2006 entschieden, dass das Schiff trotz seines hohen Schadstoffgehalts in Alang abgewrackt werden dürfe.
Die Verschrottung in Alang stellt einen Bruch des Basler Übereinkommens zur Kontrolle der grenzüberschreitenden Verbringung gefährlicher Abfälle und ihrer Entsorgung dar. Nach diesem hätte das Schiff eigentlich vor dem Export in Deutschland (nach dem Basler Übereinkommen der Herkunftsstaat) dekontaminiert werden müssen. Ein Präzedenzfall wurde in dieser Hinsicht nach Protesten gegen die Verschrottung des ebenfalls schadstoffbelasteten französischen Flugzeugträgers Clemenceau geschaffen, der zur Verschrottung nach Indien geschleppt wurde und nach Frankreich zurückkehren musste (die Abwrackung erfolgte ab Februar 2009 im Vereinigten Königreich).
Wie in Medienberichten im Vorfeld bereits angedeutet worden war, gab die technische Kommission des indischen Verfassungsgerichts dem Abwrackunternehmen am 1. August 2006 die Erlaubnis zum Abbruch des Schiffs.
Das Schiff wurde am 15. August 2006 zum Abbruch in Alang gestrandet. Die Strandung wurde vom Abbruchunternehmen ohne die formale Zustimmung des obersten indischen Gerichts vollzogen. Dies wurde am 17. August 2006 durch Medienberichte bekannt.

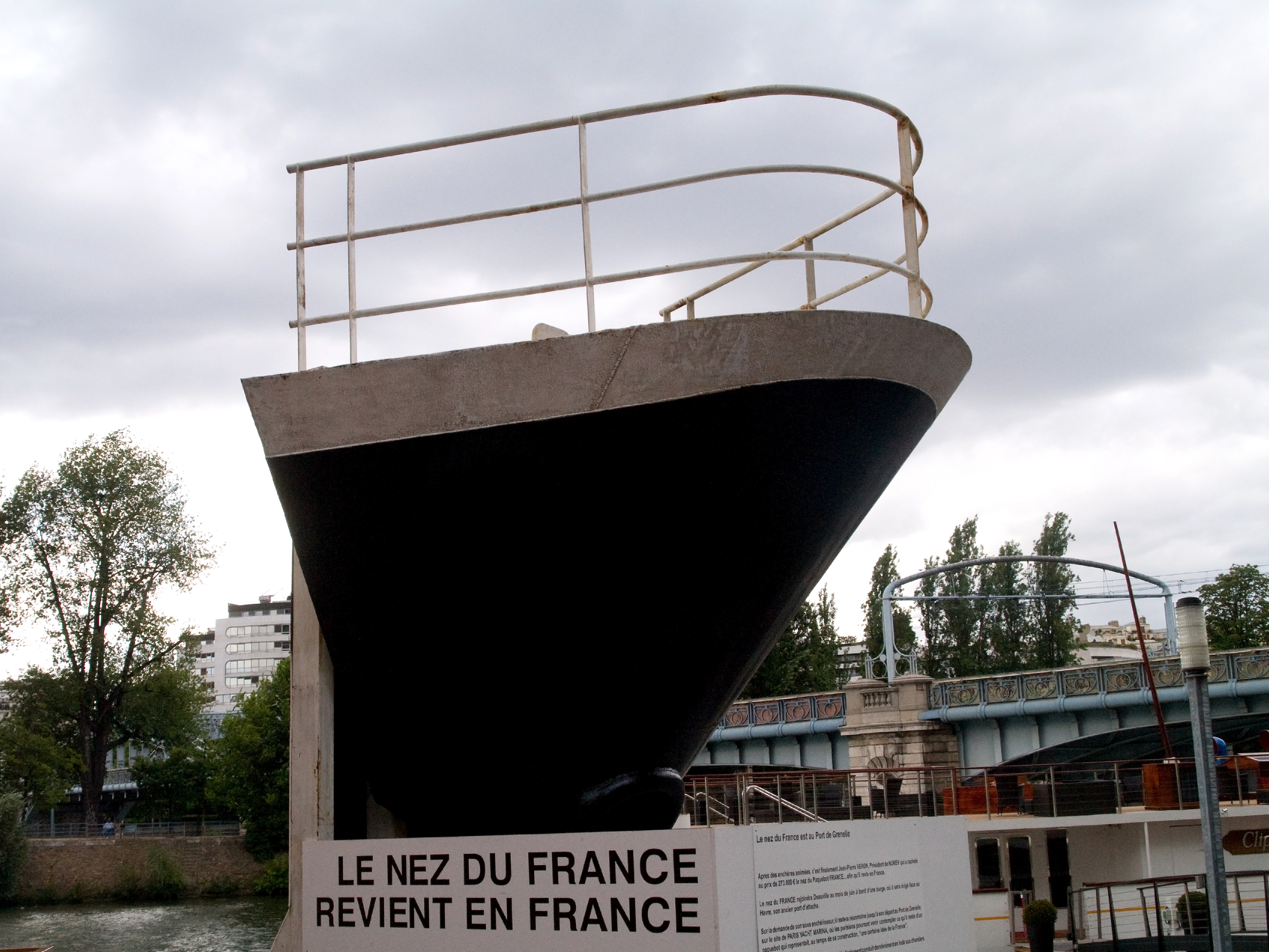
Bug des Kreuzfahrtschiffes France / Norway in Paris (2009)

Am 25. Juli 2007 wurde bei einer erneuten Sitzung des Supreme Court of India (oberstes indisches Gericht) durch einen Brief des ehemaligen Projektmanagers der Norway, Tom Haugen bekannt, dass sich mindestens 5.500 Ionisationsrauchmelder an Bord befinden, die mit dem radioaktiven Isotop Americium 241 arbeiten und ein spezielles Handling bei der Entsorgung erfordern.
Am 26. Juli 2007 gewährte der oberste Gerichtshof der Nichtregierungsorganisation Research Foundation for Science, Technology and Natural Resource Policy eine Zehn-Tage-Frist, innerhalb der diese ihre Kritik an der Empfehlung der technischen Kommission des Gerichtshofs zur Erlaubnis des Abbruchs der Norway begründen sollte.
Am 11. September 2007 erlaubte das oberste indische Gericht schließlich den Abbruch des Schiffs.
Die Nichtregierungsorganisation Indian Platform on Shipbreaking legte unter der Leitung von Gopal Krishna Widerspruch gegen das Urteil vom 11. September ein, im Oktober wurde jedoch bereits die Inneneinrichtung von Bord des Schiffs geholt und zum Verkauf angeboten.
Das Schiff wurde 2008 zerlegt.

## Trivia
1975 verfasste der Sänger Michel Sardou mit Le France eine Hommage an das Schiff. Das Chanson mit dem Refrain „Ne m’appelez plus jamais France, la France m’a laissé tomber...“ („Nennt mich nie wieder France, Frankreich ließ mich fallen...“) erreichte mit mehr als 800.000 verkauften Singles im November jenes Jahres den Spitzenplatz der französischen Hitparade.